# Vitor Novello
Vitor Novello Moreira (Rio de Janeiro, 13 de janeiro de 1996) é um ator brasileiro.

## Carreira
Vitor estreou na televisão em 2006, com 10 anos interpretando Tonzinho em Malhação. No ano seguinte participou do quadro Dancinha dos Famosos no Domingão do Faustão.   No mesmo ano foi Zé Luis na novela Paraíso Tropical, onde ganhou o Prêmio Extra de Melhor Ator Mirim. Viveu o inteligente Marquinhos, filho de Dora (Cláudia Abreu) e Artur (Alexandre Borges) na novela Três Irmãs. Em Insensato Coração, interpretou seu primeiro personagem adolescente, Serginho e fez par romântico com Olívia (Polliana Aleixo). Ainda na globo, participou de Cheias de Charme, como Jeferson. Na RecordTV, foi Yohan na minissérie Milagres de Jesus e Felipe na série Conselho Tutelar.
Em 2016 voltou a Globo para viver o problemático Luan, na 23º temporada de Malhação. Em 2019 integra o elenco da telenovela Topíssima como o mau-caráter Vitor, um rapaz humilde que tenta a todo custo se tornar rico.

## Filmografia

### Televisão
| Ano     | Título                       | Personagem                         | Notas                                  |
| ------- | ---------------------------- | ---------------------------------- | -------------------------------------- |
| 2006    | Malhação                     | Antônio Ramos (Tonzinho)           | Temporada 13                           |
| 2007    | Paraíso Tropical             | José Luís Grimaldi (Zé Luís)       |                                        |
| 2007    | Dancinha dos Famosos         | Participante                       | Temporada 1                            |
| 2008    | Três Irmãs                   | Marco Jequitibá Áquila (Marquinho) |                                        |
| 2011    | Insensato Coração            | Sérgio Fischer Amaral (Serginho)   |                                        |
| 2012    | Cheias de Charme             | Jeferson                           | Episódio: "28 de setembro"             |
| 2014    | Milagres de Jesus            | Yohan                              | Episódio: "O Endemoniado de Cafarnaum" |
| 2014    | Conselho Tutelar             | Felipe                             | Episódio: "30 de dezembro"             |
| 2015–16 | Malhação: Seu Lugar no Mundo | Luan de Souza                      | Temporada 23                           |
| 2017    | Os Dias Eram Assim           | Pedro                              | Episódio: "9 de maio"                  |
| 2018    | Jesus                        | Nicodemos (jovem)                  | Episódios: "24–30 de julho"            |
| 2019    | Topíssima                    | Vitor Menezes da Silva             |                                        |
| 2021    | Gênesis                      | Abrão (jovem)                      | Fase: Ur dos Caldeus                   |
| 2023    | Reis                         | Jeroboão (jovem)                   | Temporada: A Sucessão                  |

### Cinema
| Ano  | Título                | Personagem |
| ---- | --------------------- | ---------- |
| 2014 | Não Pare na Pista     | Fred       |
| 2018 | O Candidato Honesto 2 |            |
| 2019 | Primeiros Amigos      | Joaquim    |

## Teatro
| Título                            | Personagem |
| --------------------------------- | ---------- |
| As Aventuras de Toca e Cezoquinha | Cravo      |
| Peter Pan                         | Miguel     |
| A Casa da Madrinha                | Alexandre  |
| Coisas Invisíveis                 | Otto       |
| Jovem Estudante Procura           | Salvador   |
| Arraial das Lobas                 | Danilo     |
| Zaquim, O Musical                 |            |

## Prêmios e indicações
| Ano  | Prêmio                    | Categoria         | Trabalho         | Resultado |
| ---- | ------------------------- | ----------------- | ---------------- | --------- |
| 2007 | Prêmio Extra de Televisão | Melhor Ator Mirim | Paraíso Tropical | Venceu    |